# Diego Costa
Diego da Silva Costa, född 7 oktober 1988 i Lagarto i Brasilien, är en spansk-brasiliansk fotbollsspelare. Costa representerade Spanien på landslagsnivå. Tidigare har Costa även spelat för Brasilien, då han är född och uppvuxen i landet.

## Karriär
Costa började sin karriär i Barcelona Esportivo Capela i São Paulo och skrev kontrakt med portugisiska SC Braga 1 februari 2006. Efter att ha varit utlånad till FC Penafiel såldes han i december 2006 till spanska Atlético Madrid, men fortsatte för SC Braga som lån från Atlético fram till sommaren och gjorde där sitt första europeiska mål.
Säsongen 2013/2014 fick Costa sitt stora genombrott. Efter att Atlético Madrid sålt sin största stjärna Radamel Falcao till AS Monaco valde tränaren Diego Simeone att satsa på Costa. Efter 16 matcher i La Liga hade han gjort 17 mål och delade ledningen i skytteligan tillsammans med Cristiano Ronaldo.. 
Den 5 mars 2014 gjorde Diego debut för det spanska landslaget, i en match mot Italien, detta efter att ha valt spanska landslaget före brasilianska. Dock hade Costa gjort landslagsdebut med Brasilien ett år tidigare.
Den 15 juli 2014 skrev Diego Costa på ett femårskontrakt för Chelsea. Under sin första säsong i laget, vann han både den interna skytteligan med sina 20 mål, och Premier League. Säsongen efter blev Diego Costa än en gång Chelseas skytteligavinnare.
Efter en hel del spekulationer kring Costas framtid, efter ett sms från Antonio Conte [källa behövs] om att han inte hade någon framtid i Chelsea, så stod det klart den 27 augusti 2017 att Costa skulle återvända till Atlético Madrid från och med den 1 januari 2018.
I Världsmästerskapet i fotboll 2018 gjorde han två mål i den första matchen och i den andra matchen gjorde han matchens enda och avgörande mål samt blev utsedd till matchens bästa spelare.
I augusti 2021 värvades Costa av Atlético Mineiro. I januari 2022 bröt han sitt kontrakt i klubben.
Den 12 september 2022 värvades Costa på fri transfer av Wolverhampton Wanderers, där han skrev på ett ettårskontrakt.

## Meriter

### Atlético Madrid
- La Liga: 2013/2014
- UEFA Europa League: 2017/2018
- Copa del Rey: 2012/2013
- UEFA Super Cup: 2010, 2012, 2018

### Chelsea
- Premier League: 2014/2015, 2016/2017
- Engelska ligacupen: 2014/2015